# يوجين جريبو

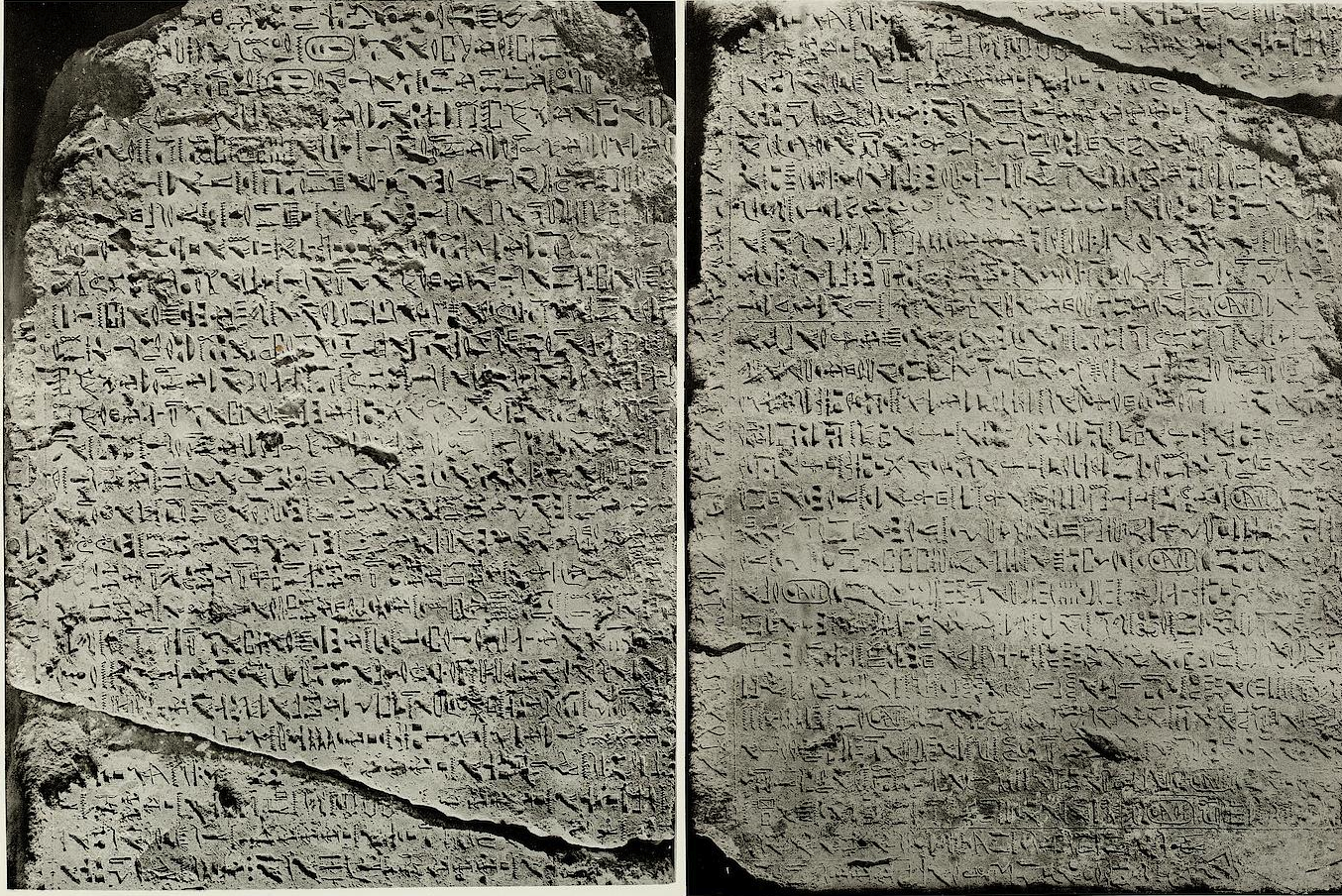
السيرة الذاتية لونى، من أبيدوس، حاليا بالمتحف المصري بالقاهرة

يوجين جريبو (1846 – 8 يناير 1915) كان عالم مصريات فرنسي. قام باكتشافات مهمة في مجمع المعابد الجنائزية ومقابر الدير البحري بما في ذلك العديد من المومياوات المصرية من الأسرة الحادية والعشرين.
عام 1883 خلف يوجين لوفيبور في منصب مدير المعهد الفرنسي للآثار الشرقية في القاهرة. بعد ثلاث سنوات، خلف جاستون ماسبيرو في منصب مدير دار الآثار المصرية، وهو المنصب الذي احتفظ به حتى عام 1892. بعد ذلك عمل محاضرًا في التاريخ القديم في جامعة السوربون في باريس.
وهو مؤلف كتاب "Hymne à Ammon-Ra des papyrus égyptiens du Musée de Boulaq" (ترنيمة آمون رع من بردية مصرية في متحف بولاق) (1874). 
كان جريبو أحد العاملين على إزالة الرمال من حول تمثال أبو الهول.